# Oorlogs- en bevrijdingsmonument (Eindhoven)

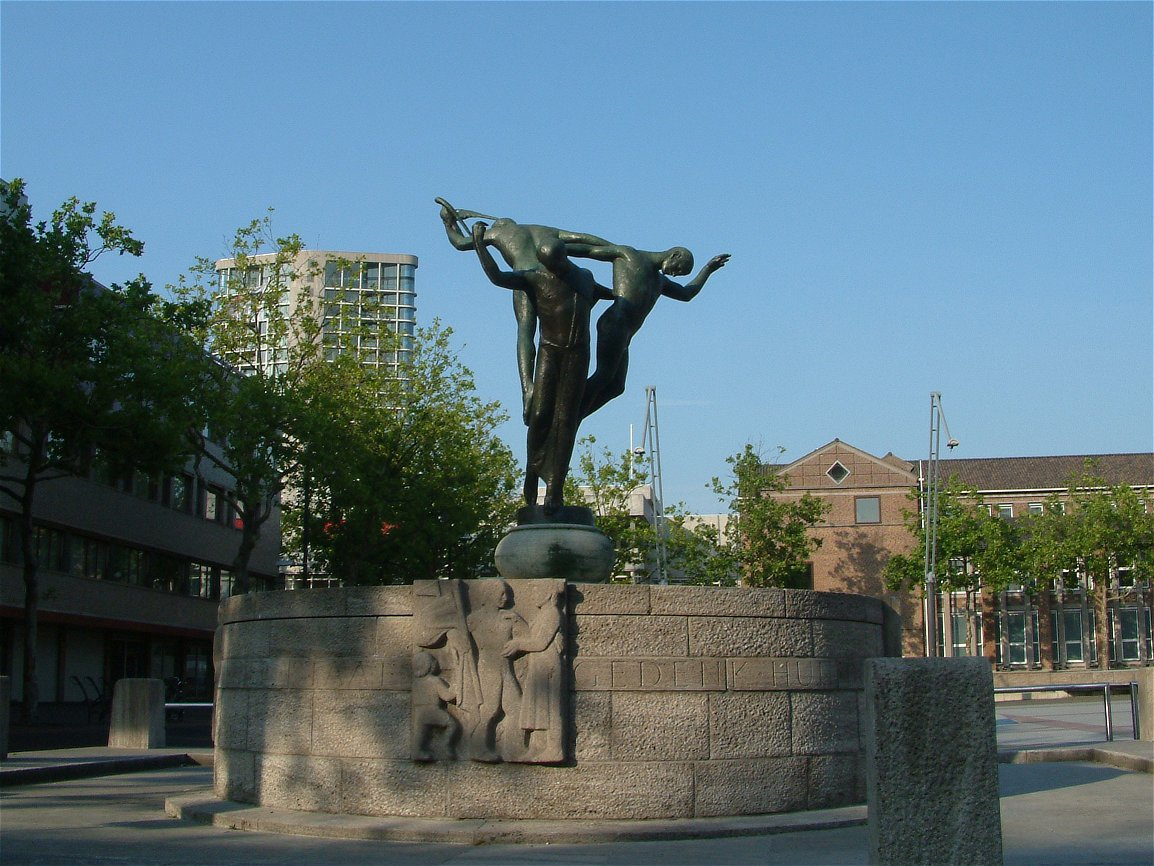
Het monument in 2008

Het oorlogs- en bevrijdingsmonument op het Stadhuisplein in Eindhoven is een monument ter nagedachtenis aan de bevrijding van Eindhoven op 18 september 1944. Het monument herdenkt de inwoners van de stad die tijdens de Tweede Wereldoorlog zijn omgekomen.

## Totstandkoming
De Vereniging voor Vreemdelingenverkeer nam in mei 1945 het initiatief om een comité te vormen voor de oprichting van een monument voor de Eindhovense oorlogsslachtoffers. Na discussies over de vormgeving en de locatie van het monument, werd op 23 februari 1953 het uiteindelijke ontwerp van de kunstenaar Paul Grégoire aanvaard door de gemeenteraad.

## Beschrijving
Het monument bestaat uit een bronzen beeldengroep van drie mannenfiguren met neergebogen hoofd. Deze figuren symboliseren de burger, de soldaat en de verzetsman die hun leven voor de vrijheid hebben gegeven. De beeldengroep is geplaatst op een rond voetstuk van muschelkalk. Op het voetstuk zijn vier kalkstenen tegels aangebracht, met in reliëf afbeeldingen van de Tweede Wereldoorlog en de volgende tekst van Nico Donkersloot:
GIJ DIE HIER STAAT
GEDENK HUN DOOD
HUN OFFER GROOT

VOORDAT GIJ GAAT
Een tegelplateau met betonnen plaatjes omringd het geheel. Aan de rand van dit plateau bevinden zich sinds 2013 granieten blokken. Op het eerste granieten blok staat de tekst:
HERINNER U DE NAMEN
1940-1945
IN DE TWEEDE WERELDOORLOG
OMGEKOMEN SLACHTOFFERS

IN OF UIT EINDHOVEN
Op de andere granieten blokken staan de bijna 1100 namen van Eindhovense oorlogsslachtoffers. Deze slachtoffers zijn onderverdeel in vijf groepen:
- Militairen en burgers in militaire dienst
- Verzetsmensen
- Joodse inwoners
- In de stad omgekomen inwoners
- Elders omgekomen inwoners

## Ophef
In april 2023 kwam aan het licht dat er namen op het monument stonden van SS'ers, NSB'ers en mannen die in dienst waren van het Duitse leger. Dit leidde tot verbazing en verdriet bij onder andere oorlogsgetuigen. Na maandenlang overleg besloten de gemeente Eindhoven en Stichting 18 September om 22 namen van mensen met een 'fout verleden' te verwijderen. Daarnaast werden er 155 namen toegevoegd van mensen die nog niet op het monument stonden, maar er wel op hoorden te staan.